# Ponera yakushimensis
Ponera yakushimensis är en myrart som beskrevs av Tanaka 1974. Ponera yakushimensis ingår i släktet Ponera och familjen myror. Inga underarter finns listade i Catalogue of Life.